# Shemale
Shemale (česky doslova „ona-muž“) je pejorativní označení pro trans ženy používané zejména v pornografickém průmyslu, kde nejčastěji označuje ty trans ženy, které v rámci své tranzice nepodstoupily operativní změnu pohlaví, a mají tak mužské genitálie. Melissa Hope Ditmore z projektu Trafficked Persons Rights o tomto označení prohlásila: „Jedná se o vynález sexuálního průmyslu, který většina trans žen pokládá za odporný.“